# تومي ميرفي
تومي ميرفي (بالإنجليزية: Tommy Murphy)‏ هو لاعب كرة قاعدة أمريكي، ولد في 27 أغسطس 1979 في سوفرن في الولايات المتحدة.

## وصلات خارجية
- تومي ميرفي على موقع دوري كرة القاعدة الرئيسي (الإنجليزية)
- تومي ميرفي على موقعبيزبول رفرنس.كوم (الدوري الرئيسي) (الإنجليزية)